# Saudiarabiens herrlandslag i basket
Saudiarabiens herrlandslag i basket representerar Saudiarabien i basket på herrsidan. Laget tog brons asiatiska mästerskapet 1999.

### Fotnoter
1. ↑  ”Men Basketball 20th Asia Championship 1999 Fukuoka (JPN)- 28.08-05.09 Winner China” (på engelska). Sport Statistics. 11 mars 1999. http://todor66.com/basketball/Asia/Men_1999.html. Läst 29 juni 2015.